# Dorridge
Dorridge è una località della contea delle West Midlands, in Inghilterra.